# Dasineura kellneri
Dasineura kellneri är en tvåvingeart som först beskrevs av August Wilhelm Eduard Theodor Henschel 1875.  Dasineura kellneri ingår i släktet Dasineura och familjen gallmyggor. Inga underarter finns listade i Catalogue of Life.